# یوئسو، شهرستان هیو
یوئسو (به لاتین: Jõesuu) یک روستا در استونی است که در شهرستان هیو واقع شده‌است.